# Havelock (Nieuw-Zeeland)

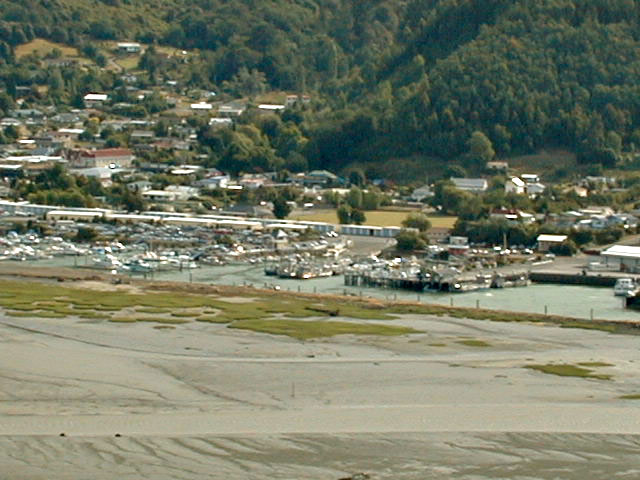
Havelock bij laag getijde.

Havelock is een kustplaats in de regio Marlborough op het Zuidereiland van Nieuw-Zeeland, aan het uiteinde van de Pelorus Sound (fjord), een van de Marlborough Sounds.
Havelock is het centrum van de Nieuw-Zeelandse mosselindustrie.